# クオルニェ
クオルニェ（伊: Cuorgnè）は、イタリア共和国ピエモンテ州トリノ県にある、人口約9,600人の基礎自治体（コムーネ）。

## 地理

### 位置・広がり

#### 隣接コムーネ
隣接するコムーネは以下の通り。
- アルペッテ
- ボルジャッロ
- カニスキオ
- カステッラモンテ
- キエザヌオーヴァ
- ポント＝カナヴェーゼ
- プラスコルサーノ
- サン・コロンバーノ・ベルモンテ
- ヴァルペルガ

## 行政

### 分離集落
クオルニェには、以下の分離集落（フラツィオーネ）がある。
- Priacco, Ronchi Maddalena, Ronchi San Bernardo, Salto, Sant'Anna di Campore